# بيت الباحة
بيت الباحة من البيوت القديمة والأثرية في منطقة الباحة في المملكة العربية السعودية.

## هوية بيت الباحة
يعد بيت الباحة الأثري نموذجاً فريداً في فن البناء الحجري، إذ تستخدم حجارة الجبال الصخرية الحادة المستخرجة من بطون الأودية المنهارة جراء السيول، وتمتاز بأنها دافئة شتاءً، ومعتدلة الحرارة مائلة إلى البرودة في الصيف، وذلك لأن البيت مبني على قمم وسفوح الجبال، ويتم اختيار مواقع البناء لكي يتلائم مع الظروف البيئية والاجتماعية كالعادات والتقاليد القديمة.

## مكونات البناء
يبنى البيت في العادة من صخور الجرانيت والبازلت المتوفرة في المنطقة، ويوضع لسقف البيت أخشاب العرعر، وهو ما يعرف بالبطن لتغطي السقف بالكامل، وبعد ذلك يتم جمع كمية من نبات العرفج ونبات الجريد ويخلط بالماء والتراب ويسمى طينة البيت، ثم تصب على السقف. ويوضع في زوايا السطح والنوافذ والأبواب من حجارة المرو التي تزين الشكل الخارجي للبيت. ويتكون بيت الباحة من دورين، حيث يتم تقسيم المنزل من الداخل إلى غرف منها الكبيرة ومنها الصغيرة، والدور الأرضي يُعرف بـ(السفل) وهو غالباً ما يستخدم لتخزين محتويات المنزل، وفي الشتاء تساق إليه الماشية. ويضم البيت فناء المنزل (الحوش) الذي يضم في أركانه الحمام والزريبة التي تخصص للأغنام والأبقار والحمير التي تعتبر وسيلة التنقل قديماً.

## هيكل البناء الخارجي
- الدور العلوي: وهو مسكن الأسرة وغرف الضيوف.
- الدور الأرضي: وهو ما يعرف بـ «السفل» لتخزين محتويات المسكن وإيواء المواشي.
- الرعش: دكة أمام المدخل للدور الأعلى يستفاد من سطحه ويستظل تحته.
- الحمّام: ويبنى خارج المنزل، لايكون داخلياً مطلقاً.
- الشِقِيق: وهي ما يخصص للنوم وغالباً مايطلق على الغرف الصغيرة.
- الساحة: وهي فناء المنزل المخصص للجلوس وفرز ودياس المزروعات.

## تزيين المسكن
يكون تزيين المسكن باللون الأبيض (الجص) وهو خلاصة طحن وتكسير أحجار بيضاء مع الماء ليتم تلييس النصف الأسفل من جدران الغرف. ويستخدم (الزافر) كرافد لسقف المجلس الكبير، وهو جذع شجري منقوش ومجفف يصبغ باللون الأخضر أو البني، وغالباً لعدم توفر ما يعرف حديث بالطلاء، يتم استخدام القطران الاسود المستخرج من خلاصة الصناعة الزيتية، ويتزين بالحدائد المخصصة لتعليق القنديل والاغراض مثل حاملة الثياب وتعليق البندقية.
كما يتم تزيين المسكن بنقش لوح خشبي عريض وثقيل يتم تقسيمة على جزئين يكون (نافذة) للغرف والمجالس المطلة على الفناء، وغالباً يستمر العمل على نقشها قرابة الستة أشهر لما بها من فنيات وجماليات يتم حساب أدق تفاصيلها. وكذلك بنفس الدقة والجمال يتم انتقاء أقوى وأسمك أنواع الخشب المستخرجة من أشجار العرعر والخوط والعتم، لتفصيل معبر البيت وبابه الرئيسي الذي يُحرص على أن يكون جميلاً ومنقوشاً باحترافية، وجماليات نقوش جنوبية تُعبر عن حضارة الشكل الطبيعي للجبال والأشجار والحجارة المرصوفة في شكل المنزل الخارجي. (المرو) نوع من الحجارة الصلبة بيضاء اللون وشديدة اللمعة يتم به تطعيم الحجر الخارجي للمنزل بها لتضيف إليه شكلاً جمالي ملفت للانتباه.